# Tsuneyasu Miyamoto
Tsuneyasu Miyamoto (宮本恒靖, Miyamoto Tsuneyasu) est un footballeur japonais né le 7 février 1977 à Tondabayashi (Japon). Durant sa carrière s'étalant de 1995 à 2011, il évolue au poste de défenseur.

## Carrière
Tsuneyasu Miyamoto évolue de 1995 à 2006 au Gamba Osaka.
Il débute en équipe du Japon le 18 juin 2000 contre la Bolivie et devient le capitaine de la sélection nationale lors des Coupes du monde 2002 et 2006. Lors du premier Mondial, il est surnommé « Batman » en raison de son masque noir couvrant son nez brisé. 
En 2007, il part en Autriche jouer sous les couleurs du Red Bull Salzbourg. Il retourne au Japon deux saisons plus tard, au Vissel Kobe.
Il met un terme à sa carrière de joueur le 20 décembre 2011 et vise une carrière dans la direction sportive.

## Palmarès

### En club
- Champion du Japon en 2005 avec le Gamba Osaka.
- Champion d'Autriche en 2007 avec le Red Bull Salzbourg.

### En sélection nationale
- Vainqueur de la Coupe d'Asie des nations en 2004

## Parcours d'entraineur
- 2018-mai 2021 :  Gamba Osaka